# Temescher Banat

Wappen des Temescher Banats (1718–1779)

Das Temescher Banat (rumänisch Banatul Timișoarei, serbisch Tamiški Banat oder Тамишки Банат, ungarisch Temesi Bánság) war eine zwischen 1718 und 1778 bestehende Kron- und Kammerdomäne der Habsburgermonarchie. Die Hauptstadt war Temeswar (rumänisch Timișoara). 1778 ging sie verwaltungstechnisch im Königreich Ungarn auf.
Heute ist das nur mehr als Banat bekannte Gebiet Bestandteil Westrumäniens, der serbischen Vojvodina und Südostungarns. Trotz des Titels war es keine Banschaft im traditionellen Sinn.

## Geschichte

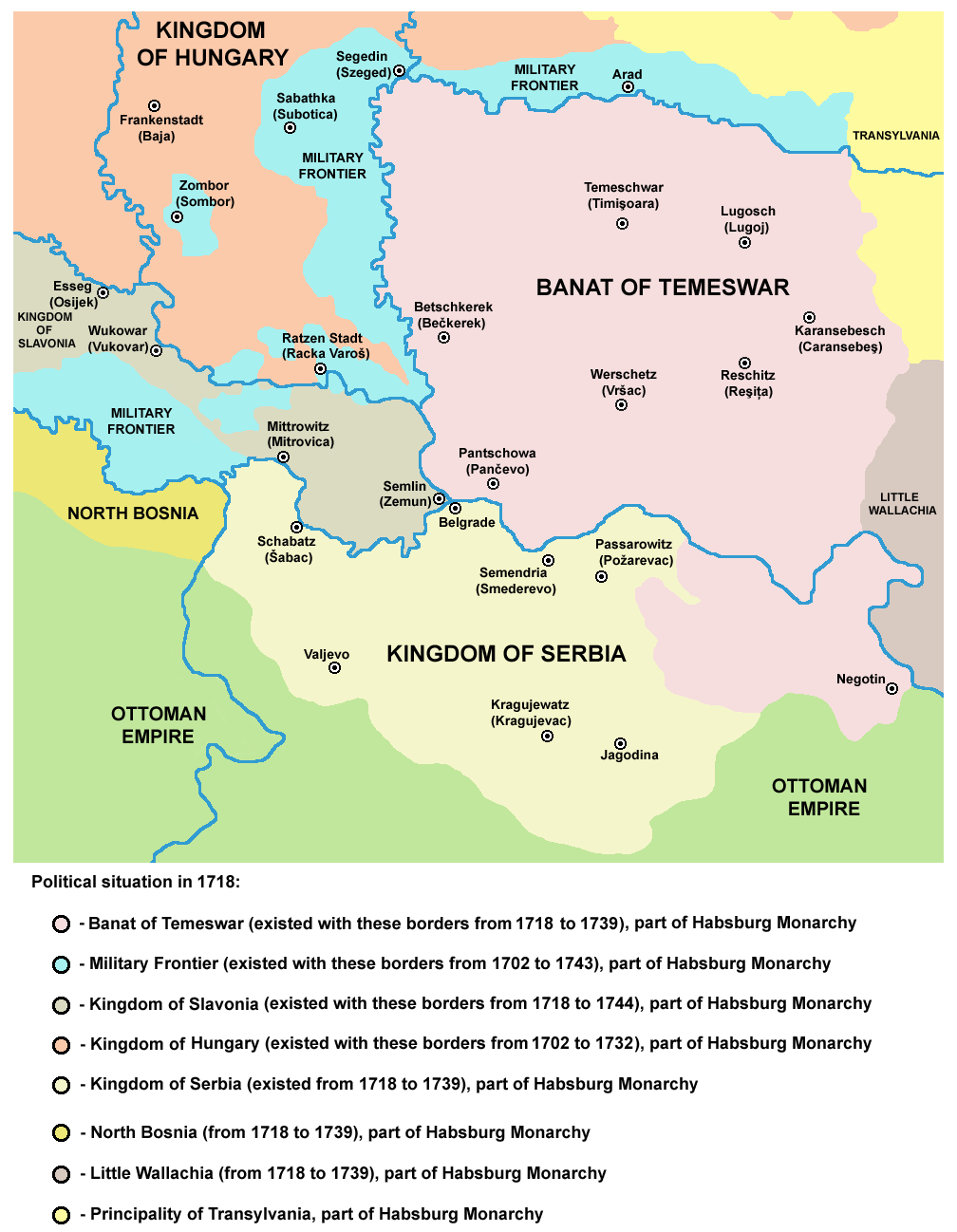
Temescher Banat – Politische Situation 1718

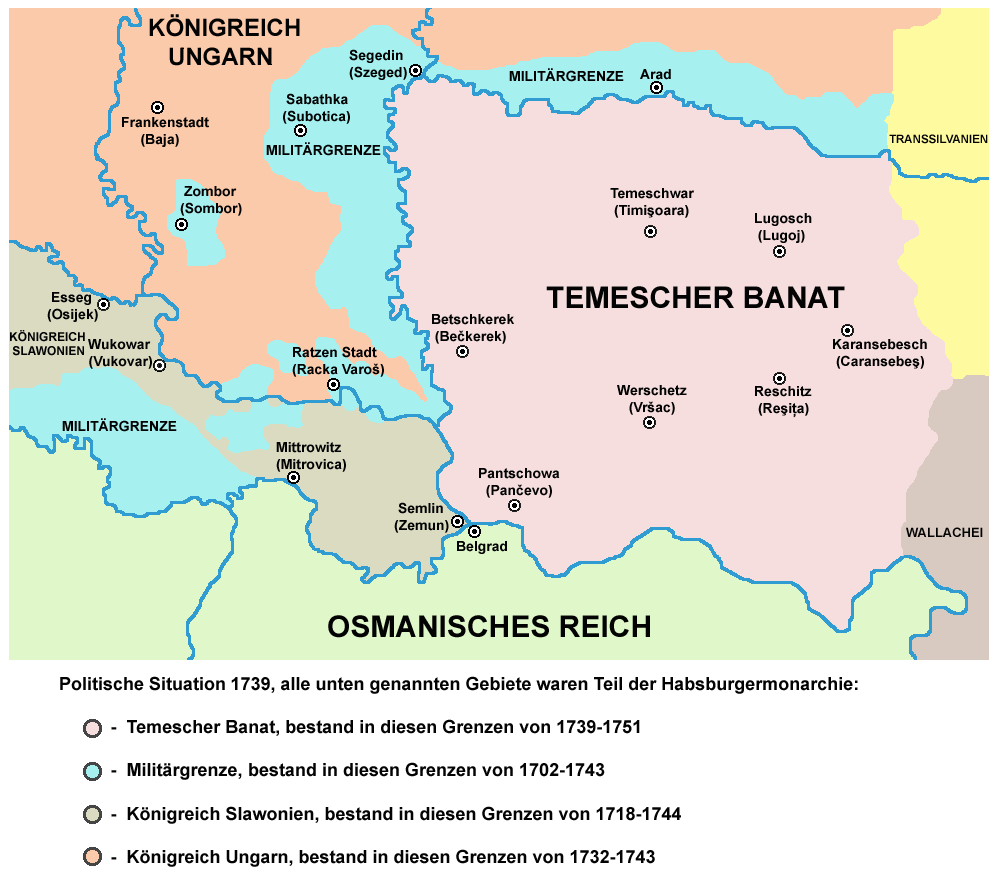
Temescher Banat – Politische Situation 1739

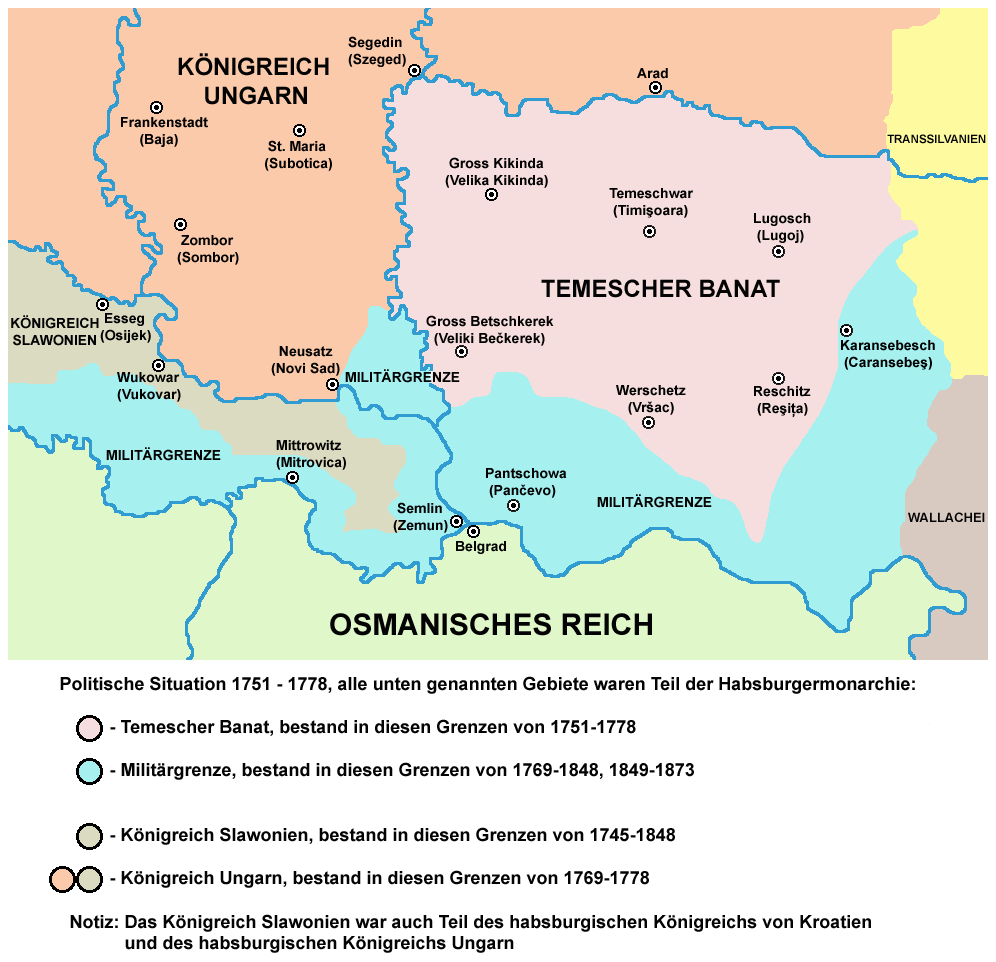
Temescher Banat – Politische Situation 1751–1778

Obwohl vor dem Frieden von Karlowitz bereits weite Teile des Banats unter der Kontrolle der Truppen Eugens von Savoyen lagen, wurde in diesem Vertrag die Herrschaft des Osmanischen Reiches über die Festung Temeswar und die anliegenden Gebiete anerkannt. Bedingt durch den Spanischen Erbfolgekrieg und den Aufstand von Franz II. Rákóczi in Ungarn hatte das Haus Habsburg bis in die 1710er Jahre keine ausreichenden militärischen Mittel zur Verfügung, um gleichzeitig die Osmanen zu konfrontieren.
Im Venezianisch-Österreichischen Türkenkrieg 1716–1718 wurde schließlich das Banat durch Eugen von Savoyen erobert. Nach dem Frieden von Passarowitz 1718 erhielt das Banat eine Sonderstellung als Kron- und Kammerdomäne, eine Kamerale Reichsprovinz unter eigener militärischer Verwaltung, in der alle Macht vom Kaiser und von seinen eingesetzten Behörden und Beamten ausgeübt wurde. Sie wurde als unveräußerliches Krongut und Sondergut des Herrschers verwaltet, in dem keine geistliche oder weltliche Privatobrigkeit geduldet wurde.

### Verwaltung
Die Verwaltung des Banats wurde durch die Banater Landesadministration gesichert, eine militärisch-kameralische Verwaltung. Die Banater Landesadministration war dem Hofkriegsrat und der Hofkammer unterstellt.

#### Militärverwaltung
Als Militärpräsidenten der Landesadministration des Temescher Banats waren folgende kommandierenden Generäle im Einsatz:
- Claudius Florimund Mercy (1716–1734)
- Johann Andreas Graf von Hamilton (1734–1738)
- Wilhelm Reinhard Graf von Neipperg (1738–1739)
- August Jakob Heinrich Freiherr von Suckow (1739–1740)
- Franz Anton Leopold Ponz Freiherr von Engelshofen (1740–1757)
- Ferdinand Philipp von Harsch (1757–1758)
- Anton Graf von Puebla (1758–1759)
- Siegmund Friedrich Samuel Freiherr von Lietzen (1759–1769)
- Maximilian Joseph Graf von Mitrowsky (1769–1775)
- Johann Franz Anton Freiherr von Zedtwitz (1775–1779)

#### Zivilverwaltung
1751 führte Maria Theresia von Österreich in der Provinz mit der Hauptstadt Temeswar die zivile Verwaltung ein.
Die Zivilpräsidenten der Landesadministration des Temescher Banats waren:
- Franz Anton Leopold Ponz Freiherr von Engelshofen (1751–1753) der in der Zeitspanne 1740–1757 als Kommandierender General im Banat im Einsatz war, hatte von 1751 bis 1753 zugleich die zivile Verwaltung der Landesadministration des Temescher Banats inne.
- Francesco de Paula Ramond Villana-Perlas de Rialpo (1753–1769)
- Karl Ignaz Graf von Clary und Aldringen (1769–1774)
- Josef Brigido von Bresowitz, Freiherr von Mahrenfels, Herr auf Lumberg und Bresowitz (1774–1777)
- Pompejus Brigido von Bresowitz, Freiherr von Mahrenfels, Herr auf Lumberg und Bresowitz (1777–1779)

Die beiden bedeutendsten Gouverneure des Temescher Banats waren Claudius Florimund Mercy und Franz Anton Leopold Ponz Freiherr von Engelshofen.

#### Festungskommandanten
Die Kommandanten der Festung Temeswar waren folgende:
- Graf Franz Paul von Wallis (1716–1729)
- Johann Friedrich Edler von Sprung (1730–1732)
- Franz Anton Leopold Pontz von Engelshofen (1732–1740)
- Johann von Scotti (1740–1747)
- Emanuel Lorenz Voghtern (1747–1751)
- Franz Ludwig von Thürheim (1751–1752)
- Johann Sebastian von Soro (Vater) (1752–1761)
- Alexander von Villars (1761–1767)
- Johann von Soro (Sohn) (1767–1791)

#### Administrative Einteilung
Wie aus der Josephinischen Landesaufnahme von Graf Mercy ersichtlich, war das Temescher Banat in 11 Verwaltungseinheiten, sogenannte „Districte“, eingeteilt:
- District Becicherec (mit 15 Ortschaften)
- District Karansebesch (mit 75 Ortschaften)
- District Tschakowa (mit 63 Ortschaften)
- District Tschanad (mit 15 Ortschaften)
- District Lipova (mit 42 Ortschaften)
- District Lugosch und Fatschet (mit 91 Ortschaften)
- District Orschowa (mit 36 Ortschaften)
- District Pantschowa (mit 22 Ortschaften)
- District Temeswar (mit 42 Ortschaften)
- District Neu-Palanka (mit 51 Ortschaften)
- District Werschetz (mit 64 Ortschaften)

Hinzu kamen zwei südlich der Donau gelegene Distrikte:
- District Golubac (mit 60 Ortschaften)
- District Negotin (mit 67 Ortschaften)

Jedem Distrikt stand ein Verwalter vor, der seinen Sitz im Hauptort hatte. In jedem größeren Ort gab es einen Unterverwalter. Verwalter und Unterverwalter waren kaiserliche Beamte. Jedem Dorf stand ein Ortsrichter (Knes) vor und einer gewissen Anzahl von Ortschaften ein Oberknes. Die Knesen waren aus der Mitte des Volkes gewählt.
Das Temescher Banat wurde 1778 aufgelöst und 1779 in das Habsburgische Königreich Ungarn eingegliedert. Das Gebiet wurde dabei in drei Komitate aufgeteilt:
- Komitat Torontál
- Komitat Temes
- Komitat Krassó-Szörény
- Der südliche Teil des Banats wurde bis 1871 Teil der Militärgrenze.

1849 bis 1860 existierte die Woiwodschaft Serbien und Temeser Banat.

## Bevölkerung
Die Bevölkerungsdichte im Banat war zu dieser Zeit eine der niedrigsten in Europa. Nachdem die osmanische Bevölkerung das Land verlassen hatte, verblieben nur circa 20.000 Menschen, die meisten davon Serben, die vorwiegend zur Sicherung der Militärgrenze verpflichtet wurden.
Mit den Schwabenzügen erfolgte die organisierte An- und Besiedlung der fast menschenleeren Gebiete Ungarn, Batschka, und Banat durch die österreichischen Kaiser des 18. Jahrhunderts, mit vornehmlich deutschstämmigen und katholischen Untertanen aus dem Westen und jenseits der westlichen Grenzen des Heiligen Römischen Reiches.
Auch andere Volksgruppen siedelten sich in dem Gebiet an, wie Rumänen aus der Walachei und Transsilvanien und serbische Flüchtlinge aus dem Ottomanischen Reich wie auch Serben aus anderen Bereichen des Reiches. Ungarn war als Resultat des Aufstands von Franz II. Rákóczi die Ansiedlung vorerst untersagt.
1774 bestand die Bevölkerung des Temescher Banats aus:
- 220.000 Rumänen
- 100.000 Serben und Griechen
- 53.000 Deutschen (Banater Schwaben und Banater Berglanddeutsche)
- 2400 Ungarn und Banater Bulgaren
- 340 Juden